# Миколаївська церква (Святошин)
Церква святого Миколая — православний храм у Києві у Святошині, збудований у 1907 році та знищений у 1950-х роках. 
Церква розташовувалася частково на місці сучасного будинку № 121-Д по проспекту Перемоги (деякими дослідниками називаються помилкові розташування: на місці транспортної розв'язки на перетині проспекту Берестейського з Великою Окружною дорогою або на проспекті Перемоги (в ті часи — Брест-Литовське шосе) на місці сучасних будинків № 121-А, Б, В або № 111).

## Історія
З 1897 року на західній околиці Києва почало активно розбудовуватися дачне селище — так звані Святошинські дачі, відповідно почала стрімко зростати чисельність місцевого населення. У 1901 році власники дач утворили «Товариство сприяння благоустрою дачної місцевості Святошин», однією з цілей якого стало будівництво у цій місцевості православної церкви для мешканців дач. У 1902 році для будівництва церкви виділили ділянку, де спершу збудували каплицю в ім'я святого Миколая, яку в серпні того ж року відвідав митрополит київський Феогност. Проєкт будівлі склав архітектор Микола Гарденін. Кошти на спорудження церкви збирали серед місцевих мешканців та благодійників, найбільші внески зробили київський меценат Нікола Терещенко, який пожертвував 1 тис. рублів, і власник дач у Святошині А. Ф. Ілляш, будівельні матеріали надало Міністерство землеробства і державного майна. Будівництво церкви завершили лише влітку 1907 року, її освячення провів 24 червня київський митрополит Флавіан. Присвятили церкву святому Миколаю Мирлікійському або, на думку деяких дослідників, зокрема, Василя Галайби — преподобному Миколі Святоші, від якого, ймовірно, пішла назва місцевості Святошин.
Миколаївська церква у Святошині була порівняно невелика, дерев'яна на кам'яному фундаменті, обкладена цеглою, хрестоподібна у плані, однобанна. Основний об'єм увінчувався шатровою банею із цибулястою главкою, притвор — такою ж шатровою дзвіницею. Іконостас у стилі модерн виготовив художник М. Л. Реутов, а ікони для нього намалював художник І. Ф. Селезньов.
Станом на 1913 рік парафія церкви налічувала 1001 особу. Першим настоятелем став о. Костянтин Сементовський, який помер у 1916 році і був похований на церковному погості. На тому ж кладовищі у 1910 році поховали Андрія Лисенка, брата Миколи Лисенка.
На початку Першої світової війни за ініціативи священника о. В. Вельміна серед парафіян церкви почався збір коштів для допомоги пораненим і хворим воїнам, а також родинам воїнів, що мешкали у селищі. Лише за перші три дні вдалося зібрати понад 1 тисячу рублів, а 17 серпня 1914 року при церкві запрацював денний дитячий притулок імені Цариці Небесної та Святителя Миколая Чудотворця.
Після Жовтневого перевороту 1917 року, коли більшовики почали робити спроби захопити владу в Києві, пролунали перші погрози спалити Миколаївську церкву, проте цього не сталося. Церква діяла до другої половини 1930-х років і була закрита постановою Київської міськради від 23 квітня 1936 року, точна дата зруйнування церкви невідома, за деякими джерелами це сталося у 1930-ті роки або лише у 1950-х роках.

### Спроби відновлення
4 червня 1990 року газета «Вечірній Київ» повідомила про намір адміністрації Ленінградського району відбудувати церкву на старих фундаментах, що нібито збереглися на розі проспектів Перемоги та Академіка Палладіна. З початку 2001 року церква святого Миколая ПЦУ діє у пристосованому приміщенні на бульварі Академіка Вернадського, 63, а 2002 року на тій самій вулиці під номером збудували каплицю Миколи Святоші. У 2014 році Святошинська районна адміністрація погодила будівництво церкви святого Миколая на вулиці Ушакова, а в травні того ж року патріарх Філарет освятив наріжний камінь та хрест на місці майбутньої церкви. 